# Clivagem (mineralogia)
Clivagem, em mineralogia, é a tendência de minerais se romperem ao longo de planos paralelos. Estas superfícies são chamadas de "planos de clivagem" ou "superfícies de clivagem". A clivagem ocorre porque o mineral possui ligações entre os átomos mais fracas em direções específicas, fazendo com que o mineral quebre preferencialmente nestas direções. A clivagem é uma importante propriedade diagnóstica de espécies minerais.  O processo de clivagem, o qual é constante para cada mineral, pode dar-se de maneira natural ou por intervenção humana (como no caso da lapidação de gemas).
Apesar da clivagem em um mineral formar superfícies planas, nem todo superfície plana em um mineral é uma clivagem. Faces cristalinas podem ser planas, mas estas são formadas conforme o mineral cresce e não quando ele se rompe. O quartzo possui uma forma cristalina hexagonal e costuma crescer como prismas hexagonais com faces planas, porém quando quebrado o quartzo se rompe irregularmente e forma fraturas e não clivagens.

## Descrição de clivagem
A clivagem de um mineral pode ser descrita de acordo com número de direções, hábito (forma) e qualidade.

### Número de direções
Clivagens podem ocorrer em diferentes quantidades de acordo com a espécie mineral e sua estrutura cristalina. Cada plano de clivagem em um cristal possui uma "direção". Esta direção significa os dois lados opostos da figura tridimensional que representa o cristal, ou seja, planos paralelos possuem a mesma direção de clivagem.
- sem clivagens, somente fraturas. Exemplos: Quartzo e olivina;
- uma direção. Exemplos: micas;
- duas direções. Exemplos: piroxênios e anfibólios;
- três direções. Exemplos: calcita e feldspatos;
- quatro ou mais direções. Exemplos: fluorita; esfalerita.

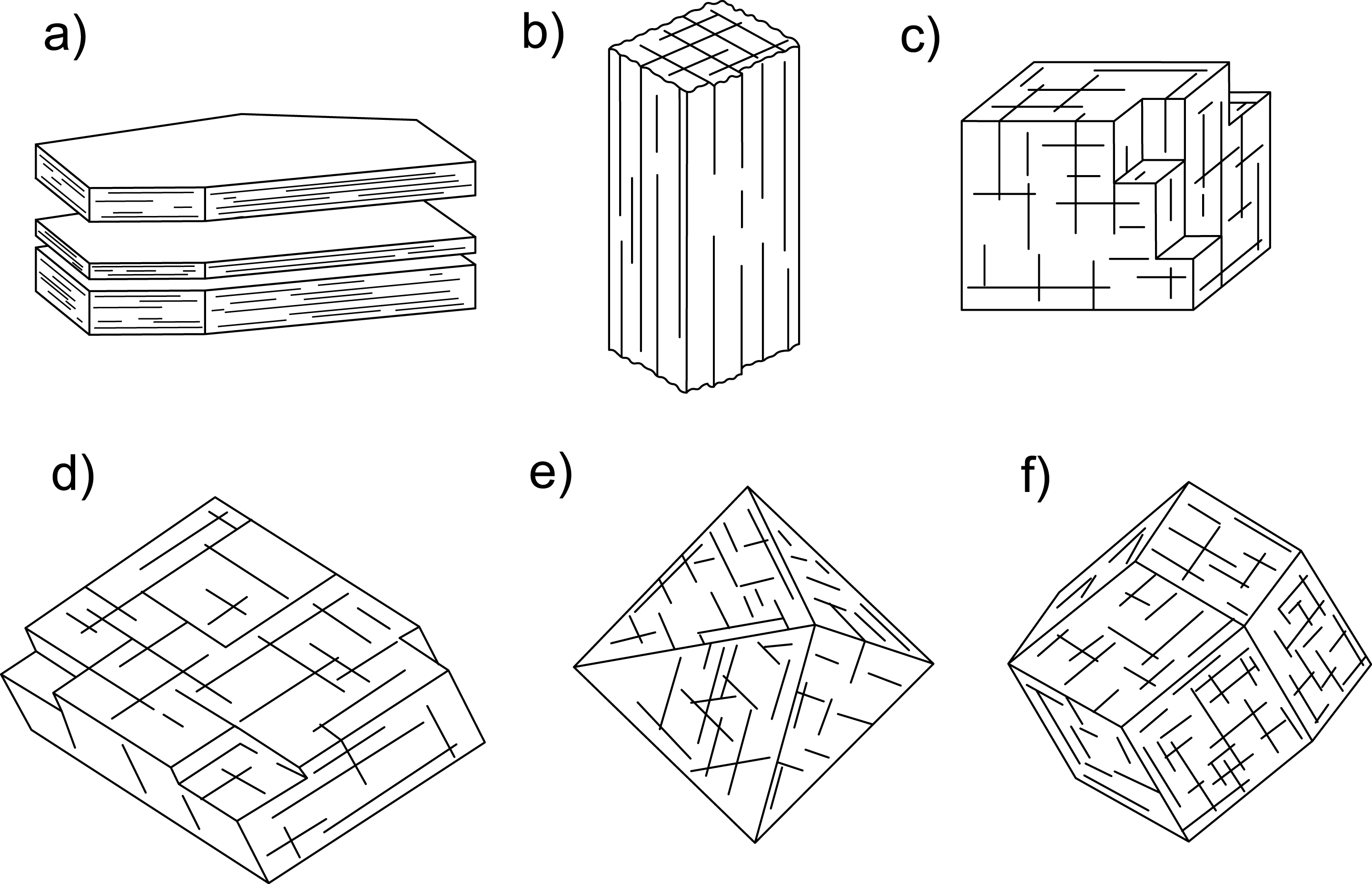
Relação entre número e hábito das clivagens e forma dos cristais. a) Clivagem basal (1 direção); b) clivagem prismática (2 direções);
c) clivagem cúbica (3 direções em 90°); d) clivagem romboédrica (3 direções diferente de 90°); e) clivagem octaédrica (4 direções);
f) clivagem romboédrica (6 direções)

### Hábito (forma)
A descrição dos tipos de clivagem se dá em termos cristalográficos relacionados à simetria. Assim, a clivagem é sempre consistente com a simetria da forma cristalina e pode ser descrita com base na forma em que diferentes planos de clivagem interagem entre si, de acordo com o número de direções de clivagem que o mineral possui:
- Clivagem basal: clivagem em um plano horizontal que forma a base do mineral, geralmente segmentando o mineral em lâminas ou folhas que podem ser destacadas, como é o caso de micas como a biotita.
- Clivagem pinacoidal: clivagem que ocorre no plano pinacoidal (plano perpendicular à dois eixos cristalográficos, ou seja, a base/topo de cristais prismáticos e tabulares), portanto costumam acompanhar outros tipos de clivagem; a barita possui uma das direções de clivagem como clivagem pinacoidal.
- Clivagem prismática: são clivagens em duas direções que são paralelas a um eixo e formam um prisma. As clivagens podem se encontrar tanto em 90º, como é característico de piroxênios, ou em ângulos distintos de 90º, como é o caso dos anfibólios, em que os planos de clivagem se encontram em ângulos de 60º e 120º.
- Clivagem cúbica: é definida por três direções de clivagem perpendiculares entre si formando um cubo. Exemplos: pirita, galena e halita.
- 'Clivagem romboédrica: é definida por três direções de clivagem que não são perpendiculares entre si, formando um romboedro. Exemplo: calcita.
- Clivagem octaédrica: é definida por quatro direções de clivagem, formando um octaedro. Exemplos: fluorita e diamante.
- Clivagem dodecaédrica: é definida por seis direções de clivagem, formando um dodecaedro. Exemplo: esfalerita.

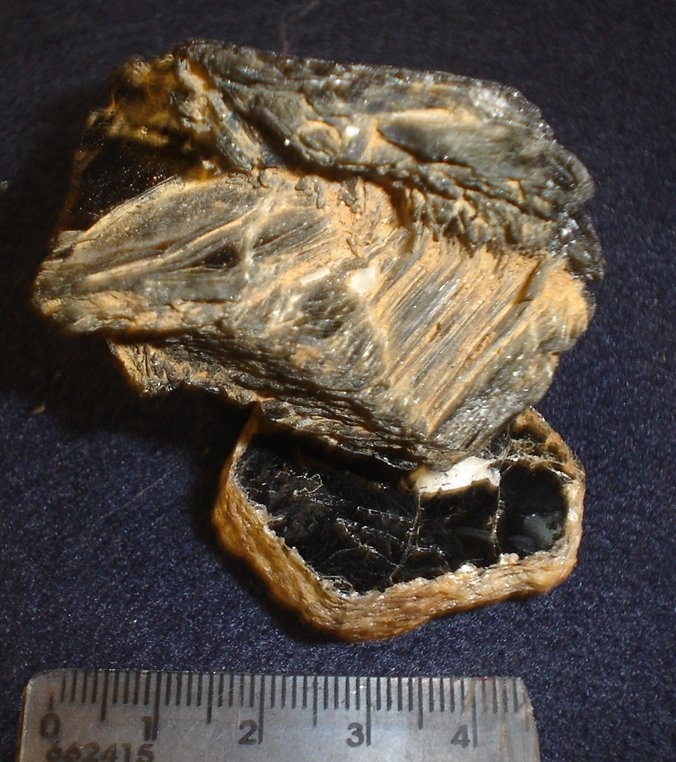
Biotita exibindo clivagem basal. É possível destacar "folhas" de biotita por conta da clivagem.
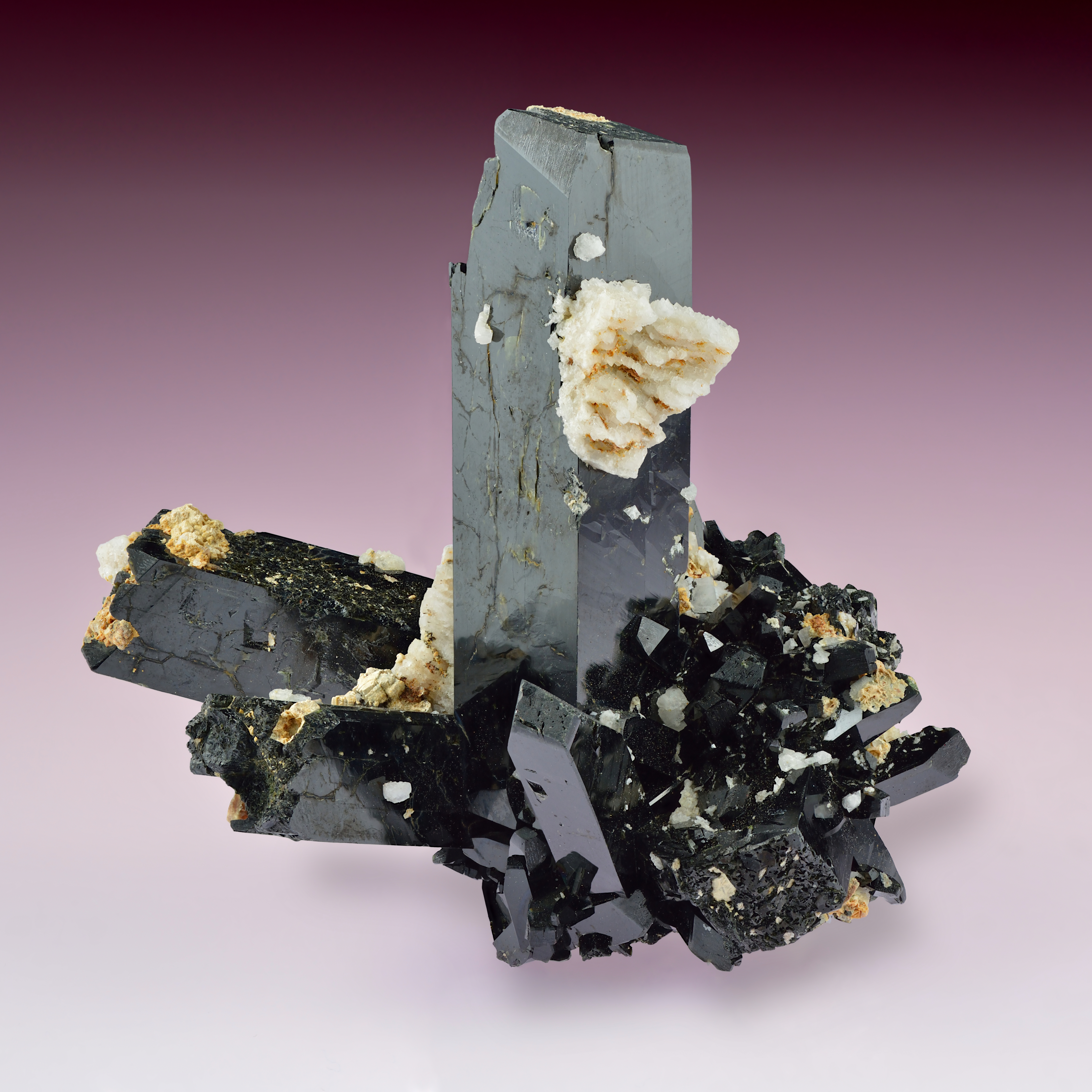
Cristal de egirina (piroxênio) exibindo clivagem prismática.
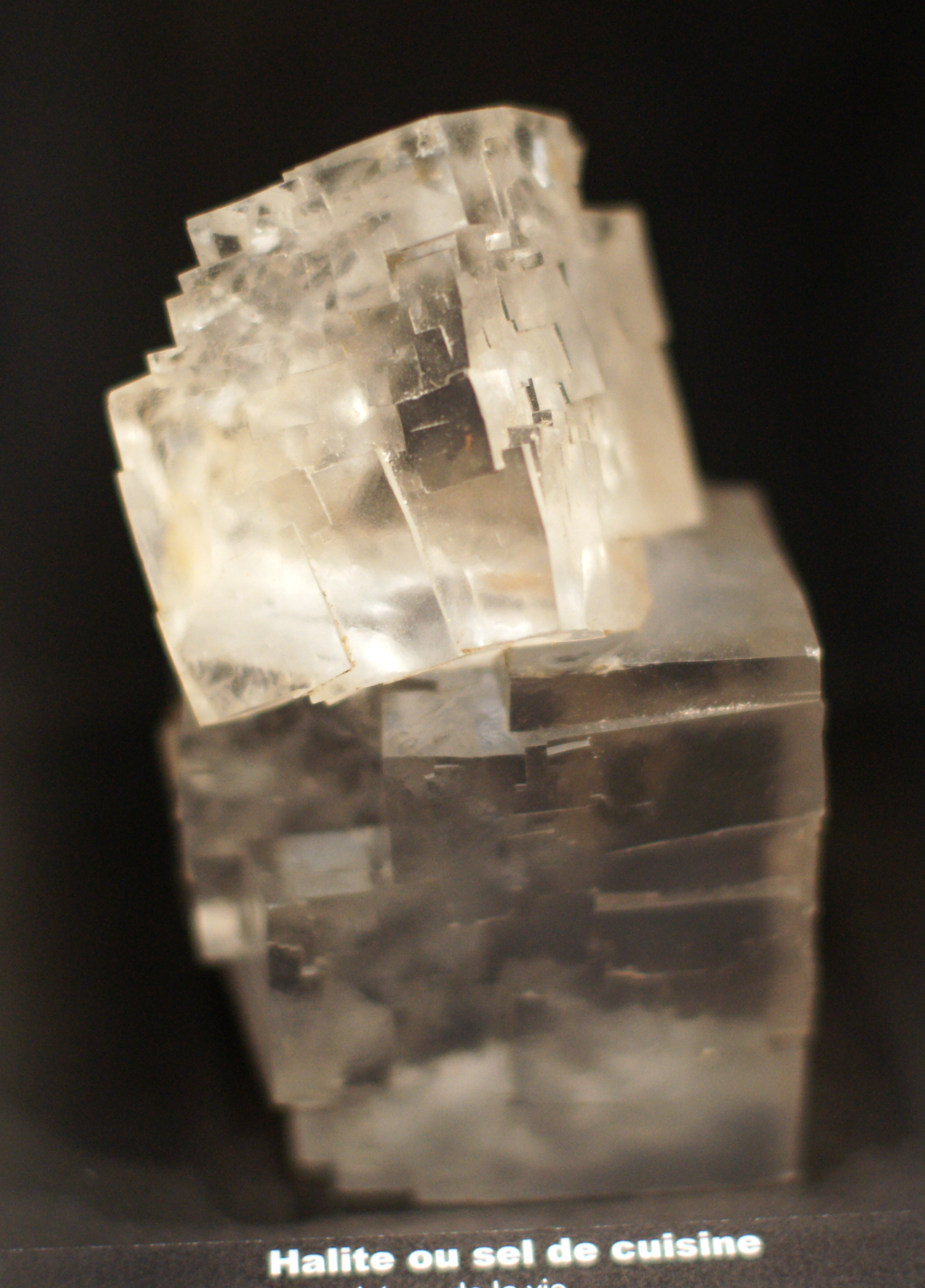
Cristal de halita com clivagem cúbica.
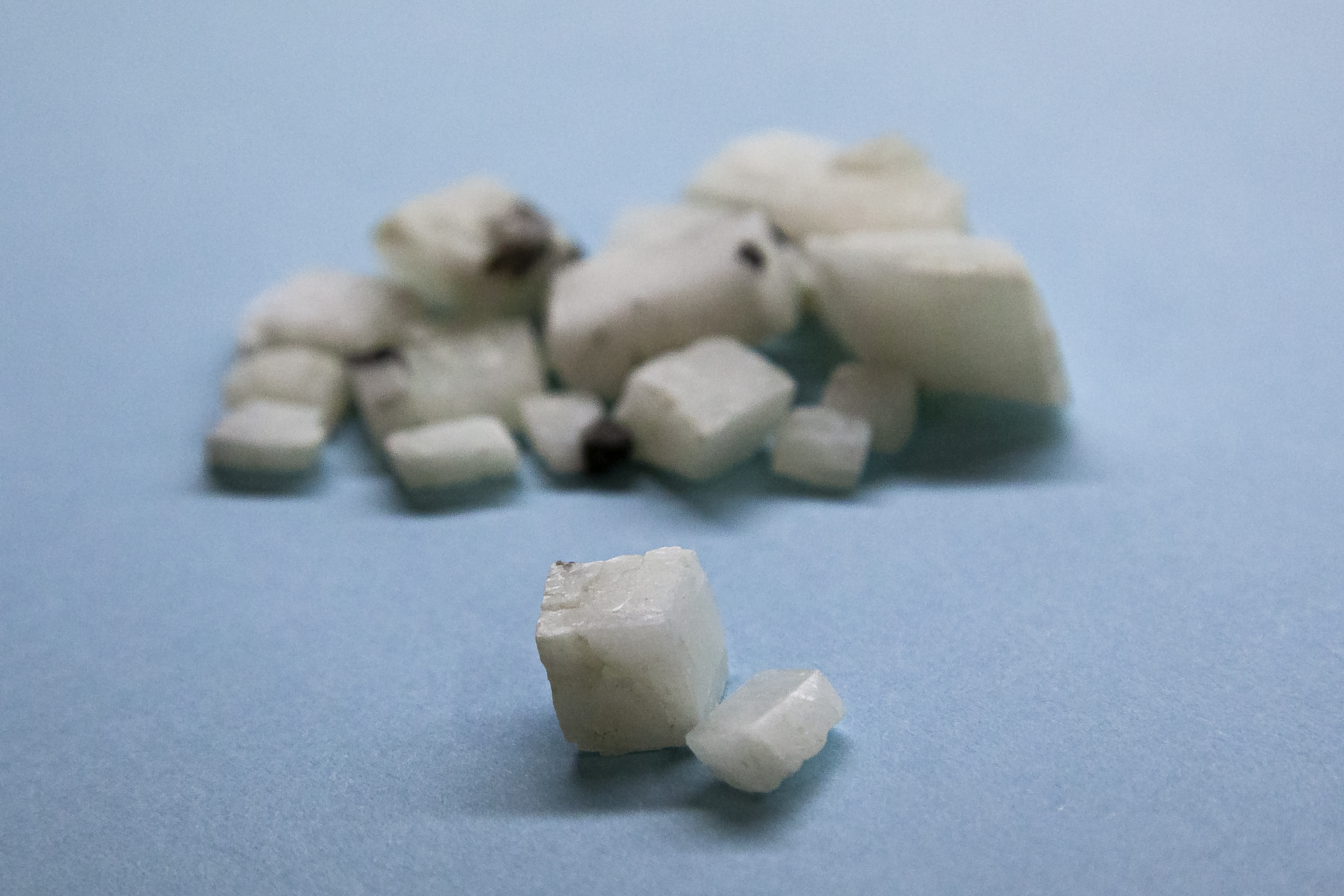
Cristais de calcita com três direções de clivagem em ângulos diferentes de 90°, indicando clivagem romboédrica.
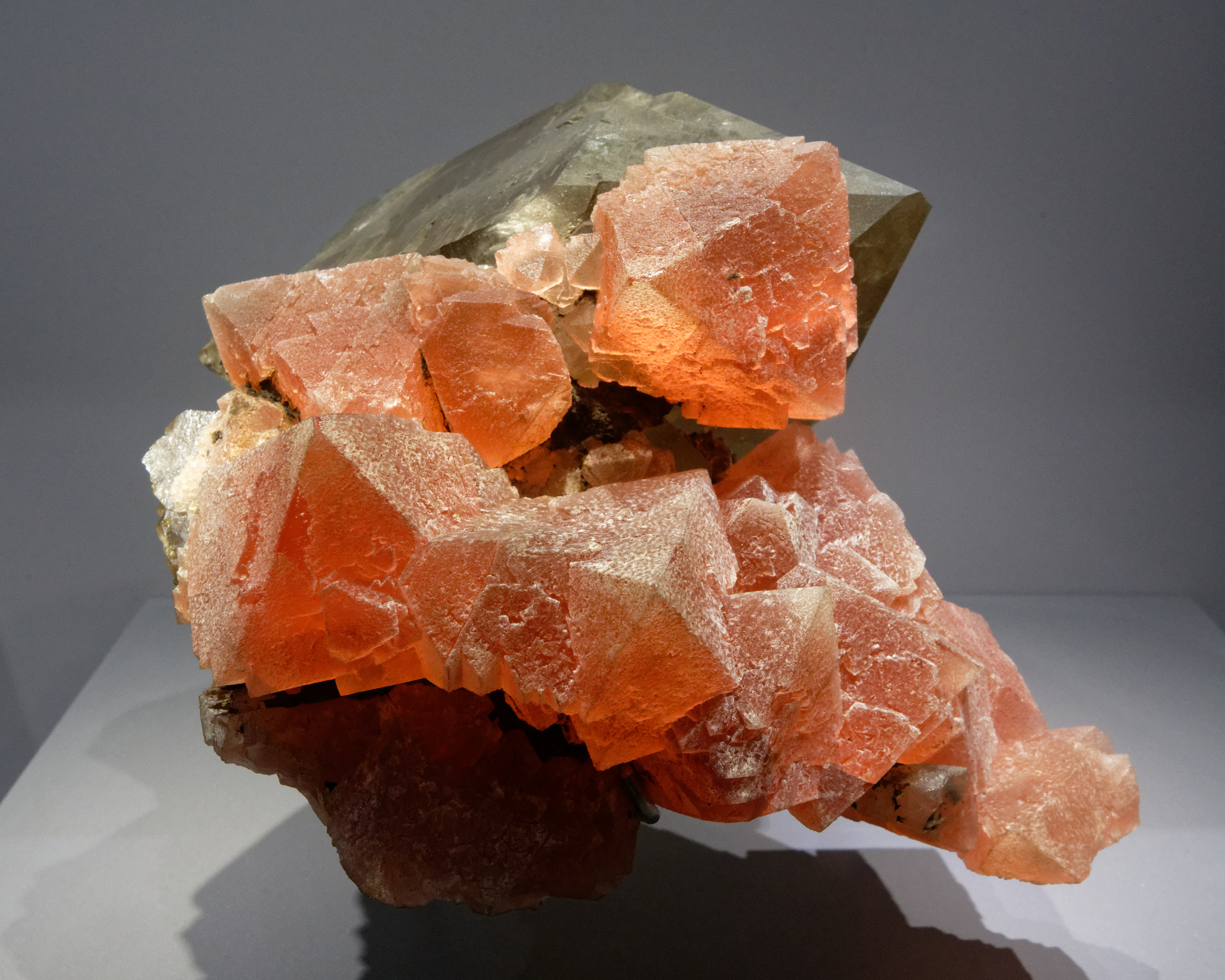
Cristais de fluorita.

### Qualidade
A qualidade de clivagens possui cinco categorias. A categorização da qualidade de uma clivagem é qualitativa e não quantitativa, portanto serve como referência para identificação mineral. Desta forma, as categorias podem ter variações de quantidade ou nome dependendo do guia e material.
- Perfeita: São planos de clivagem perfeitamente lisos sem qualquer aspereza e refletem bem a luz. Exemplos: micas e calcita.
- Boa: São planos de clivagem também lisos, porém com algumas irregularidades na superfície. Exemplos: feldspatos, piroxênios e anfibólios.
- Ruim: A superfície é predominantemente irregular, porém suficientemente contínua para ser reconhecida como plano de clivagem. Exemplos: estaurolita, scheelita e aragonita.
- Indistinta ou imperfeita: O plano de clivagem existe, porém é tão ruim e áspero que aparenta não possuir clivagem. Exemplo: berilo.
- Ausente, sem clivagem: Alguns minerais não possuem clivagem e costumam fraturar de forma desordenada. Exemplos: quartzo e granadas.